# Бакул (озеро)
Баку́л (также Омук-Кюель) — пресноводное озеро термокарстового происхождения на северо-востоке Якутии, в Аллаиховском улусе. Расположено в пределах Индигирской низменности, восточнее озера Хаптагай и северо-западнее озера Будунай, в междуречье рек Бёрёлёх и Гусиная. Имеет близкую к овальной форму, берега слабо изрезаны, низкие, местами заболоченные, покрытые тундровой растительностью. На юге озера чётко выделяется залив значительных размеров, в середине водоёма — крупный остров. Через малые реки, ручьи, озерца и протоки имеет сток в реку Бёрёлёх. Дно илистое.
Площадь озера составляет 99,7 км². Бакул – 11-е озеро Якутии и 112-е озеро России по площади водного зеркала. Площадь водосбора — 152 км². Длина озера около 14,1 км, максимальная ширина достигает 9,7 км. Находится на высоте 8 м над уровнем моря.
Ближайший населенный пункт, посёлок Чокурдах, расположен примерно в 47 км к юго-востоку.